# Pouzilhac
Pouzilhac település Franciaországban, Gard megyében. Lakosainak száma 750 fő (2022. január 1.). Pouzilhac La Capelle-et-Masmolène, Connaux, Gaujac, Saint-Victor-la-Coste, Valliguières és Saint-Paul-les-Fonts községekkel határos.

## Népesség
A település népességének változása:
| Lakosok száma | 357  | 403  | 373  | 572  | 636  | 685  | 713  | 733  | 739  | 750  |
|               | 1968 | 1982 | 1990 | 2006 | 2013 | 2015 | 2017 | 2019 | 2020 | 2022 |